# Gaston Bazile
Gaston Bazile (* 16. Februar 1883 in Vauvert; † 30. Oktober 1952 in Nîmes) war ein französischer Politiker. Er war von 1924 bis 1931 Mitglied der Nationalversammlung und von 1931 bis 1945 Mitglied des Senats.

## Leben
Bazile entstammte einer Winzerfamilie, wurde aber schon früh zum Waisen. Dank eines Stipendiums konnte er dennoch das Gymnasium besuchen. 1906 wurde er zum Diplom-Ingenieur in Chemie und arbeitete danach einige Zeit in Spanien. 1914 trat er für den radikalen Parti républicain bei den Parlamentswahlen an, scheiterte jedoch. Als Soldat nahm er am Ersten Weltkrieg teil, unter anderem an der Schlacht um Verdun. 1924 zog er ins Parlament ein. Dort wurde er 1926 zum Ministerialdirektor für Ausbildungsfragen. 1931 trat er erfolgreich bei einer Nachwahl zum Senat an, die durch den Rücktritt von Louis Méjan nötig geworden war. Er wurde 1939 wiedergewählt und unterstützte 1940 das Ermächtigungsgesetz des Vichy-Regimes. Aus gesundheitlichen Gründen trat Bazile nach dem Krieg nicht mehr an. Er starb 1952.